# Козацька волость
Козацька волость — історична адміністративно-територіальна одиниця Херсонського повіту Херсонської губернії.
Станом на 1886 рік складалася з 5 поселень, 5 сільських громад. Населення — 1459 осіб (717 чоловічої статі та 742 — жіночої), 282 дворових господарства.
|                     | Площа, десятин | У тому числі орної, дес. |
| ------------------- | -------------- | ------------------------ |
| Сільських громад    | 1424           | 1032                     |
| Приватної власності | 33990          | 12123                    |
| Казенної власності  | 1              | —                        |
| Іншої власності     | —              | —                        |
| Загалом             | 35415          | 13155                    |

Найбільше поселення волості:
- Козацьке — село при річці Козак за 65 верст від повітового міста, 537 осіб, 97 дворів, лавка. За 3 версти — 2 рибних заводи. За 5 верст — 2 рибних заводи. За 7 верст — рибний завод. За 9 верст — поштова станція, рибний завод, земська станція.